# Grosse bugie
Grosse bugie (Mentiras y gordas) è un film del 2009 diretto da Alfonso Albacete e David Menkes.
La pellicola racconta le vicende di un gruppo di giovani spagnoli che passa le proprie giornate tra sesso, alcol, droghe, discoteche e notti di festa.

## Trama
I giovani Tony e Nico fanno piani per un'estate di puro spasso ma devono fare i conti con delle risorse limitate. Il secondo propone così al primo di investire tutti i suoi risparmi nello spaccio di pasticche di ecstasy. L'attività è sicuramente redditizia ma anche piuttosto rischiosa visto che un amico di Sonia, la ragazza da cui andrebbero a rifornirsi, è stato appena incarcerato. Tony, omosessuale non dichiarato e da sempre innamorato dell'inconsapevole amico, cede, e così i due hanno un rifornimento adeguato per il grande rave party che si sta per tenere. Intanto Marina, che non studia medicina come crede la sua famiglia, scopre la sua omosessualità dopo essere stata approcciata dalla più matura e disinibita Leo, che però è appena uscita da una storia importante e impiegherà un po' per ricambiare pienamente.
Il desideratissimo Carlos molla la bella ma troppo ingrassata Paz, lasciando campo libero alla miglior amica di questa, Carola, da sempre innamoratissima di lui. Carola si concede ma Carlos, che fa continuamente uso di ogni tipo di droga, non è tipo da legami seri, come lei desidererebbe. Intanto getta l'amica Paz tra le braccia di un tale Bubu, solo perché lei dimentichi Carlos. Ma la droga che ha usato fa effetto al punto da farli innamorare follemente, così che dicono di volersi sposare... Carola si vede quindi costretta a spiegare a Paz la verità mettendola in guardia da Bubu che, a quanto ne sa, è un alcolizzato e dunque non esattamente un uomo da sposare.
Dopo aver assunto alcune delle pasticche che avrebbero dovuto vendere, Tony e Nico si fanno coinvolgere da Carmen in un "gioco a tre". Questo però farà emergere i veri sentimenti di Tony verso l'amico, che rimane sbigottito. Tony allora scappa in un club gay dove continua a drogarsi e ha un rapporto con il primo incontrato mentre fantastica di essere con il "suo" Nico. Per l'apertura del rave Tony è completamente fuori di sé, per aver assunto droga in continuazione anche a seguito del suo sofferto coming out. Comincia così ad offrire a chiunque le pasticche in suo possesso e intanto continua ad assumerne, fino a sentirsi male. Carola, appena ferita dalla visione di Carlos che pratica sesso con un'altra ragazza in un bagno, è l'unica lucida per accorgersi che Tony si sta sentendo male. Lo porta fuori a respirare ma il ragazzo si accascia e, nonostante arrivi un'ambulanza, non si riprenderà più, mentre tutti gli altri amici sopraggiunti assistono impotenti. L'estate è ormai inoltrata e gli amici su una spiaggia, al tramonto, ricordano teneramente il dolce Tony, che li ha lasciati tragicamente troppo presto.

## Distribuzione
Il film è stato distribuito in Italia direttamente in televisione il 2 marzo 2018 su Cielo.

## Accoglienza

### Incassi
Il film ha incassato nel solo debutto in Spagna 1.790.000 € ed è stato visto da oltre 300.000 spettatori.

### Critica
Alle critiche generalmente poco lusinghiere il film aggiunse anche il riconoscimento di peggior film spagnolo all'annuale premio satirico degli Yoga Awards del 2010. Apprezzamento hanno invece avuto alcuni suoi giovani interpreti che in effetti hanno poi fatto strada nel cinema spagnolo e non solo, in particolare Ana De Armas. La fascinosa attrice si fece notare soprattutto per alcune bollenti scene d'amore, in cui viene spesso messo in risalto il suo bellissimo seno.

## Colonna sonora
- La verdad - Fangoria
- Tainted - Spunky
- Desastre total - Swan
- Cuerpo contra cuerpo - Swan
- Tony El Mesías - Drum Machine
- Let Me Freeze Again to Death - Ángel Chirinos

## Riconoscimenti
- 2010 - Fotogrammi d'argento
  - Candidato al Fotogrammi d'argento al miglior attore cinematografico a Hugo Silva